# Parc national Dwingelderveld
Le parc national Dwingelderveld est un parc national situé entre Dwingeloo et Ruinen, dans la  province néerlandaise de Drenthe. Il a été fondé en 1991 et couvre une superficie de 37 km². C’est la plus grande lande humide d’Europe occidentale. Dwingelderveld est également désigné comme zone Natura 2000.

## Généralités
Les caractéristiques les plus notables du parc sont les grandes landes. La structure du terrain est assez variée avec des collines sablonneuses relativement hautes et des parties inférieures humides, avec de nombreuses tourbières.
Autrefois, la lande était utilisée dans le cadre du système agricole. À l’heure actuelle, ce n’est plus le cas, il faut donc trouver de nouveaux moyens de maintenir la lande dans son état actuel et d’empêcher la croissance des arbres. Les moutons sont toujours utilisés - il y a une bergerie dans le parc, mais aussi des vaches sont utilisées pour paître et des machines spéciales sont développées pour gérer la lande. Dans le parc, se trouve l’un des plus grands fourrés de genévriers hollandais.

## Pistes de charrettes médiévale
Des photos aériennes ont montré qu'à une époque très anciennes des charrettes médiévales circulaient à cet endroit en route vers Kampen.

## Liens externes

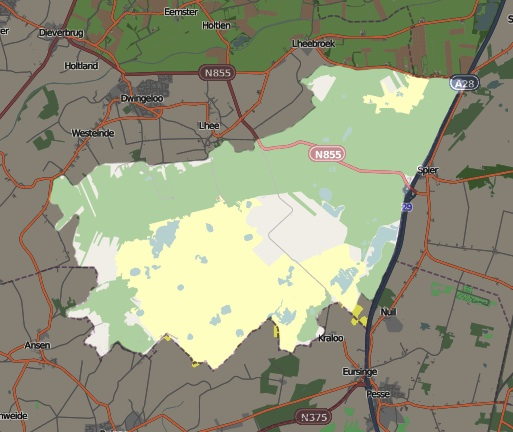
plan du parc